# Prato-di-Giovellina
Prato-di-Giovellina é uma comuna francesa na região administrativa de Córsega, no departamento da Alta Córsega. Estende-se por uma área de 12,21 km². 